# Veniamin Margoline
Veniamin Savelievitch Margoline (en russe : Вениамин Савельевич Марголин) est un trompettiste et un professeur de trompette russe et soviétique né le 12 janvier 1922 à Petrograd, et mort à Saint-Pétersbourg le 19 mars 2009.
Margoline commence ses études de trompette à l'âge de 11 ans. De 1944 à 1947 il est trompettiste à l’orchestre du Théâtre Kirov (il y a été admis grâce à sa grande maîtrise musicale bien qu’il n’a pas encore eu de l’éducation supérieure). Après la Deuxième Guerre mondiale il apprend la trompette dans la Conservatoire Rimski-Korsakov de Léningrad et la termine en 1952. De 1947 à 1974 il est trompette solo de l’Orchestre philharmonique de Léningrad sous la direction de Ievgueni Mravinski. En 1963 il est fait Artiste méritant de la République socialiste fédérative soviétique de Russie.
Veniamin Margolin a été professeur de trompette à Conservatoire de Léningrad (Saint-Pétersbourg) de 1988 à 2007. Il est mort le 19 mars 2009 à l'âge de 87 ans. Margolin est enterré au Cimetière orthodoxe de Smolensk de Saint-Pétersbourg.